# Ребека Велс
Ребека Велс (енгл. Rebecca Wells, Александрија, Луизијана, 3. фебруар 1953) је америчка ауторка, глумица и драматуршкиња позната по серијалу Ya-Ya Sisterhood (Ја-Ја сестринство), која укључује књиге Divine Secrets of the Ya-Ya Sisterhood (Божанске тајне сестринства Ја-Ја), Little Altars Everywhere (Мали олтари свуда), Ya-Yas in Bloom (Ја-Ја у цвету), и The Crowning Glory of Calla Lily Ponder.

## Позадина
Велс је рођена и одрасла у Александрији, Луизијана, где је њена породица поседовала и водила фарму памука.  Похађала је Државни универзитет Луизијане  и, након дипломирања, Институт Наропа у Болдеру, Колорадо, где је студирала језик и свест код Алена Гинсберга и Чојама Трунгапе Ринпочеа, као и глуму, покрет и глас са члановима Живог театра. Затим је отишла у Њујорк, где је студирала метод Станиславског. 
Године 1982. преселила се у Сијетл, у Вашингтону,   направивши свој дом на острву Бејнбриџ.   Тренутно живи у Нешвилу у Тенесију.

## Каријера писања
Велсова прва књига, Little Altars Everywhere, (1992) описује вишеслојну сагу о турбулентној породици Вокер у Торнтону, Луизијана, од 1960-их до данас и представља ликове Сидале Вокер, њену мајку Вивијан и најбоље пријатељице њене мајке, Ја-Ја, чије се приче настављају у другим Велсовим књигама. Освојила је награду за књигу Western States Book Award и постао бестселер New York Times. 
Њен други роман, Divine Secrets of the Ya-Ya Sisterhood (1996) истражује Сидалин проблематичан однос са њеном мајком, и дубље разумевање које она стиче када јој мајка пошаље Divine Secrets of the Ya-Ya Sisterhood (Божанске тајне сестринства Ја-Ја), албум који бележи девојачке авантуре Виви и њене три најбоље другарице. Најбољи бестселер New York Times, освојио је награду American Booksellers Award и био је у ужем избору за Женску награду за белетристику.  Адаптиран је за филм Божанске тајне Ја-Ја сестринства из 2002. са Сандром Булок као Сидејли Вокер и Елен Берстин као њеном мајком Виви.
Велсов трећи роман, Ya-Yas in Bloom (2005) открива корене пријатељства Ја-Ја сестринства 1930-их.  Ya-Yas in Bloom је доспео на 3. место и на листама бестселера New York Times и Publishers Weekly  
Њен четврти роман, The Crowning Glory of Calla Lily Ponder (2009) смештен у Луизијану 1960-их, одступа од ликова из других Велсових књига, представља нови лик, Calla Lily Ponder, и њене пријатеље. 

## Позоришни рад
Драмски писац и глумица пре него што је почела да пише белетристику, Велс је позната по својој емисији за једну жену, Splittin' Hairs и својој представи Gloria Duplex о еротској плесачици из Француске четврти која види лице Бога у диско кугли, коју је Seattle Post-Intelligencer, назвао "једном од слава деценије".   